# Conservatoire botanique national sud-atlantique
Le Conservatoire botanique national Sud-Atlantique (CBNSA) est un établissement public (syndicat mixte) créé le 18 mai 2006 par arrêté préfectoral. Le Conservatoire a été agréé par le Ministère de l'Écologie en 2008, pour les ex-régions Aquitaine (zone pyrénéenne exclue) et Poitou-Charentes ; il a rejoint ainsi le réseau des Conservatoires botaniques nationaux et adhère à la Fédération des CBN.
Quinze collectivités et établissements publics sont actuellement membres : Conseil régional de Nouvelle-Aquitaine, Conseils départementaux de Charente-Maritime, Gironde, Landes et Pyrénées-Atlantiques, Métropole de Bordeaux, Communauté urbaine du Grand Poitiers, communautés d’agglomération de La Rochelle et du Pays basque, Communauté de communes de Montesquieu, ainsi que les villes d'Audenge, Bordeaux, Lanton, Mignaloux-Beauvoir et Saint-Jean-de-Luz.

## Historique
En 2000, une étude de faisabilité et une « Mission de préfiguration du CBN Aquitaine Poitou-Charentes » ont été présentées au Ministère chargé de l’Écologie (via la DIREN Aquitaine).   
En 2006, le Conservatoire botanique Sud-Atlantique est créé sous la forme d'un syndicat mixte associant plusieurs collectivités territoriales pour la « prise en compte de la biodiversité végétale sauvage ». 
En 2008, le Conservatoire botanique Sud-Atlantique obtient l’agrément du Ministère chargé de l’Écologie et devient Conservatoire botanique national Sud-Atlantique (CBNSA). De ce fait, il rejoint le réseau des Conservatoires botaniques nationaux et adhère à la Fédération des CBN. 
Aujourd'hui, le CBNSA est implanté physiquement sur les communes de :
- Audenge : siège du Conservatoire ;
- Mignaloux-Beauvoir : antenne Poitou-Charentes ;
- Saint-Jean-de-Luz : antenne méridionale.

Et rayonne sur tout le territoire d'agrément (Aquitaine -hors zones soumises à la loi Montagne- et Poitou-Charentes) pour remplir ses missions. 

## Missions
Comme les autres conservatoires botaniques, le Conservatoire botanique national Sud-Atlantique 
- assure une mission de conservation du patrimoine naturel floristique pour le sud ouest de la métropole française ;
- assure une mission d'expertise auprès des collectivités territoriales, en s'appuyant sur sa connaissance des milieux et de la flore ;
- a un rôle pédagogique important, en sensibilisant le grand public aux menaces qui pèsent sur la biodiversité, floristique notamment.

Le CBNSA contribue à l'animation de l'Observatoire de la Biodiversité Végétale de la Nouvelle-Aquitaine (OBV-NA), avec deux autres Conservatoires botaniques : le Conservatoire Botanique National du Massif central (CBNMC, agréé pour les ex-régions du Limousin et d'Auvergne) et le Conservatoire Botanique National des Pyrénées et de Midi-Pyrénées (CBNPMP, agréé pour les départements des Pyrénées-Atlantiques, limité à la partie du massif pyrénéen et de l'ex-région de Midi-Pyrénées).